# Chang (bière)
Pour les articles homonymes, voir Chang.
Chang, (Beer Chang thaï : เบียร์ช้าง ) est une marque de bière produite en Thaïlande.
Elle est brassée par Beer Thai Company, résultat d'une association commerciale entre le brasseur Carlsberg et la société TTC Group of Thailand.
En 1991, la bière Carlsberg commença à être produite sous licence en Thaïlande et en 1994 la bière Chang, présentée comme une déclinaison populaire de la Carlsberg, fut lancée. En 2003, pour cause de conflits d'intérêts, la bière Carlsberg a disparu du marché thaï.
La marque vedette de ThaiBev, la bière Chang, a plusieurs fois gagné le label de qualité Or dans la catégorie Bières, Eaux & Boissons Non-alcoolisées aux Sélections Mondiales de la Qualité, organisées chaque année par le prestigieux institut de la qualité Monde Selection.

## Caractéristiques
Cette bière blonde, à 5° d'alcool, a été lancée dans l'intention de conquérir le marché populaire. En thaï, ช้าง, chang signifie « éléphant », et l'animal, culturellement primordial en Thaïlande, figure sur l'étiquette des bouteilles. Les campagnes publicitaires appuient sur le côté national de la marque, utilisant le groupe musical populaire Carabao et le slogan « Une bière brassée par les Thaïs ». Elle est vendue 20 % en dessous des prix de sa concurrente la bière Singha (« Mon pays, ma bière ») et a réussi rapidement à prendre plus de 50 % du marché. Singha a réagi en lançant la bière Leo et en usant des mêmes arguments.[réf. nécessaire]
Depuis le début de la saison 2004-2005, Chang est sponsor du club de football anglais Everton. De nouveaux accords ont été conclus en 2005, 2008, 2010 et 2014. En 2017, les deux sociétés entrent dans un « accord de partenariat communautaire » de trois ans.